# Poema Faktu
Poema Faktu – polski zespół hiphopowy pochodzący z Chrzanowa i działający w latach 1998-2001.

## Biografia
Jego twórcy inspirowali wykonawcami takimi jak Public Enemy, KRS ONE i ICE-T. Już w 1991 założyli projekt The Guys From the Rap Street, a następnie Podziemie/BMS (Banda Muodyh Squrvysynuf), Kolektyf. W 1999 powstało Poema Faktu. Liderem zespołu i głównym głosem był Dany Tego. 
Zespół w latach 1999-2001 wydał trzy płyty. Według Culture.pl, Poema Faktu reprezentowało rap „punkowy, głośny, polityczny, miejscami przeintelektualizowany”. W warstwie muzycznej nawiązywało do funku, ukrytego pod brudem i niską jakością. 
Utwór „Plazzma Dagha” z 1999 trafił do „Antologii polskiego rapu” wydanej przez Narodowe Centrum Kultury. 
W 2011 zespół znalazł się na 3 miejscu w zestawieniu 10 najbardziej oryginalnych zespołów hiphopowych portalu Popkiller.pl.  
Cytaty z twórczości zespołu wykorzystywali m.in. Grammatik, Pezet i Dinal.

## Dyskografia
Na podstawie materiału źródłowego:
- Konflikt wydaje się być nieunikniony (1999; self-label)
- Nonkonformizm w takt minimalizmu estetycznego (2000; Klan)
- A Pfuj, Co Tu Tak Śmierdzi, Kochanie ?! (2001; Blend Records)